# Atxàivaiam
Atxàivaiam (en rus: Ачайваям) és un poble del krai de Kamtxatka, a Rússia, que el 2021 tenia 344 habitants. Pertany al districte de Tilítxiki.